# Hamza Bouihrouchane
Hamza Bouihrouchane (Brussel, 3 augustus 2002) is een Belgisch voetballer die als middenvelder voor De Graafschap speelt.

## Carrière
Hamza Bouihrouchane speelde in de jeugd van SV Zulte Waregem en De Graafschap. Hij debuteerde in het eerste elftal van De Graafschap op 22 april 2022, in de met 0-4 gewonnen uitwedstrijd tegen Helmond Sport. Hij kwam in de 86e minuut in het veld voor de geblesseerd geraakte Başar Önal.

### Statistieken
| Seizoen                    | Club           | Land           | Competitie     | Competitie | Competitie | Beker | Beker | Overig | Overig | Totaal | Totaal |
| Seizoen                    | Club           | Land           | Competitie     | Wed.       | Dlp.       | Wed.  | Dlp.  | Wed.   | Dlp.   | Wed.   | Dlp.   |
| -------------------------- | -------------- | -------------- | -------------- | ---------- | ---------- | ----- | ----- | ------ | ------ | ------ | ------ |
| 2020/21                    | De Graafschap  | Nederland      | Eerste divisie | 0          | 0          | 0     | 0     | 0      | 0      | 0      | 0      |
| 2021/22                    | De Graafschap  | Nederland      | Eerste divisie | 1          | 0          | 0     | 0     | 0      | 0      | 1      | 0      |
| Carrièretotaal             | Carrièretotaal | Carrièretotaal | Carrièretotaal | 1          | 0          | 0     | 0     | 0      | 0      | 1      | 0      |
| Bijgewerkt op 27 juni 2022 |                |                |                |            |            |       |       |        |        |        |        |